# Jerome Kern
Jerome Kern (anglès: Jerome David Kern)  (Manhattan, 27 de gener de 1885 - Nova York, 11 de novembre de 1945) va ser un compositor estatunidenc. Va compondre més de 700 cançons escèniques, moltes de les quals s'han convertit en clàssics. També és autor de musicals i nombroses partitures de pel·lícules.

## Biografia
Kern va néixer a la ciutat de Nova York, a Sutton Place, en el que aleshores era el districte de les cerveseres de la ciutat. Els seus pares eren Henry Kern (1842–1908), un immigrant jueu alemany, i Fannie Kern, de soltera Kakeles (1852–1907), que era una jueva estatunidenca de descendència bohèmia que va ensenyar al seu fill els primers rudiments de música. En el moment del naixement de Kern, el seu pare tenia un estable de lliurea; més tard es va convertir en un comerciant d'èxit. Kern va créixer a East 56th Street a Manhattan, on va assistir a escoles públiques. Va mostrar una bona aptitud per a la música i va ser ensenyat a tocar el piano i l'orgue per la seva mare, intèrpret professional i professora.

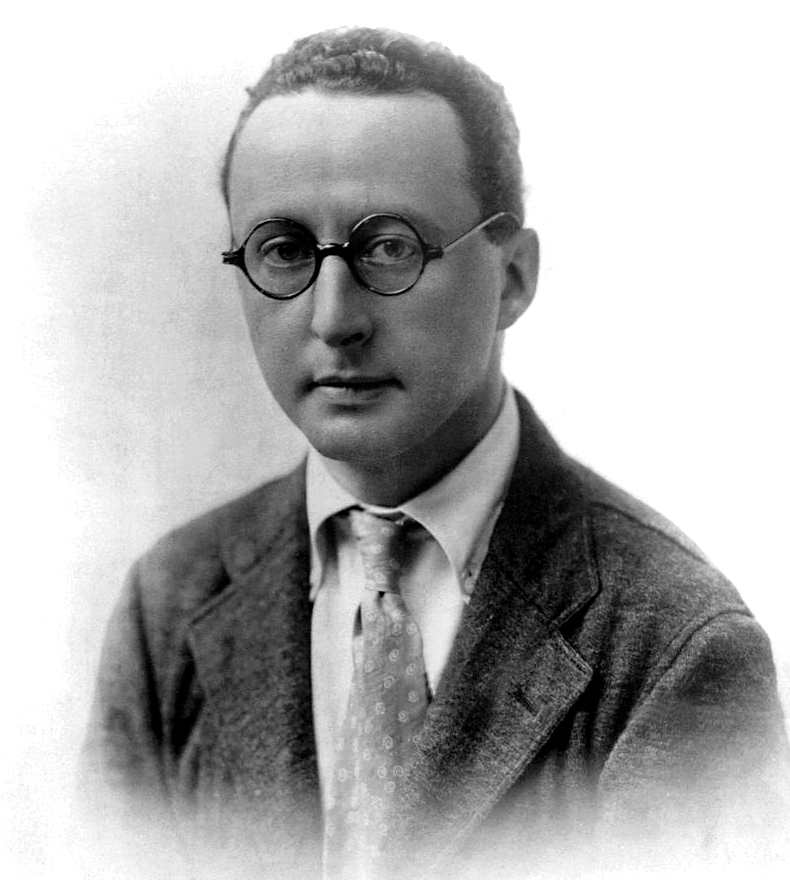
El 1918

Aviat va ingressar a la Steinhardt School of Culture, Education and Human Development on va estudiar piano amb Alexander Lambert i Paolo Galico. També va aprofundir els seus coneixements musicals a Heidelberg, Alemanya, abans d'una estada a Londres on va conèixer la seva dona, Eva Leale (1891–1959).
El 1897, la família es va traslladar a Newark, Nova Jersey, on Kern va assistir a la Newark High School (que es va convertir en Barringer High School el 1907). Va escriure cançons per al primer musical de l'escola, un espectacle de joglars, l'any 1901, i per a una adaptació musical aficionada de La cabana de l'oncle Tom realitzada al Newark Yacht Club el gener de 1902. Kern va deixar l'escola secundària abans de graduar-se a la primavera del seu últim any el 1902. En resposta, el pare de Kern va insistir que el seu fill treballés amb ell als negocis, en lloc de compondre. Kern, però, va fracassar miserablement en una de les seves primeres tasques: se suposa que havia de comprar dos pianos per a la botiga, però, en canvi, en va demanar 200. El seu pare va cedir, i més tard el 1902, Kern es va convertir en estudiant al New York College of Music, estudiant piano amb Alexander Lambert i Paolo Gallico, i harmonia amb el Dr. Austin Pierce. La seva primera composició publicada, una peça per a piano, Al casino, va aparèixer el mateix any. Entre 1903 i 1905, va continuar la seva formació musical sota tutors particulars a Heidelberg, Alemanya, tornant a Nova York via Londres.

### Primeres composicions
Durant un temps, Kern va treballar com a pianista d'assaig en els teatres de Broadway i com a corrector de cançons per als editors musicals de Tin Pan Alley. Mentre estava a Londres, es va assegurar un contracte de l'empresari estatunidenc Charles Frohman per a proporcionar cançons per a la interpolació en versions de Broadway d'espectacles de Londres. Va començar a proporcionar aquestes addicions el 1904 a les partitures britàniques per a An English Daisy, per Seymour Hicks i Walter Slaughter, i el Sr. Wix de Wickham, per la qual cosa va escriure la majoria de les cançons.
El 1905, Kern va contribuir amb la cançó "How'd you like to spoon with me?" al hit musical d'Ivan Caryll The Earl and the Girl quan l'espectacle es va traslladar a Chicago i Nova York el 1905. També va contribuir a la producció a Nova York de The Catch of the Season (1905), The little Cherub (1906) i The Orchid (1907), entre altres espectacles. A partir de 1905, va passar llargs períodes a Londres, aportant cançons al West End espectacles com The Beauty of Bath (1906; amb el lletrista P. G. Wodehouse) i fent valuosos contactes, incloent-hi George Grossmith Jr. i Seymour Hicks, que van ser els primers a introduir les cançons de Kern en l'escenari de Londres. El 1909, durant una de les seves estades a Anglaterra, Kern va fer un viatge amb vaixell pel riu Tàmesi amb alguns amics, i quan el vaixell es va detenir a Walton-on-Thames, van anar a una fonda anomenada The Swan per a fer una copa. Kern va enamorar-se de la filla del propietari, Eva Leale (1891–1959), que estava treballant darrere del bar. Es van casar a l'Església anglicana de St. Mary in Walton el 25 d'octubre de 1910. La parella vivia a The Swan quan Kern estava a Anglaterra.
De tornada a Nova York, Jerome Kern es va fer famós molt ràpidament component musicals a la Tin Pan Alley. La seva primera comèdia va ser The Red Petticoat de 1912. El llibret va ser de Rida Johnson Young. També va compondre diverses cançons per a nombroses produccions escèniques. La primera música de cinema documentada que se sap que va escriure va ser per a una sèrie completa, el Gloria' Romance en 1916. Aquest va ser un dels primers films protagonitzats per Billie Burke, per a qui Kern havia escrit abans la cançó "Mind the Paint", amb lletres de A. W. Pinero. La pel·lícula es considera perduda, però la música de Kern sobreviu. Una altra partitura per a les pel·lícules mudes, Jubilo, va seguir en 1919. Kern va ser un dels membres fundadors de l'ASCAP.
En la Primera Guerra Mundial, més de cent de les cançons de Kern s'havien utilitzat en unes trenta produccions, principalment adaptacions de Broadway del West End i espectacles europeus. Kern va aportar dues cançons a To-Night's the Night (1914), un altre musical de Rubens. Es va estrenar a Nova York i es va convertir en un èxit a Londres. El més conegut de les cançons de Kern d'aquest període és probablement "They Didn't Believe Me", que va ser un èxit en The Girl from Utah, versió de Nova York del musical de Paul Rubens i Sidney Jones, (1914), per a això Kern va escriure cinc cançons. La cançó de Kern, es va apartar dels habituals ritmes waltz de la influència europea i es va ajustar a la nova passió estatunidenca pels balls moderns, com el fox-trot. També va ser capaç d'usar elements d'estils estatunidencs, com el ragtime, així com la sincopació, en les seves cançons de ball animades. L'historiador del teatre John Kenrick escriu que la cançó va posar a Kern en gran demanda a Broadway i va establir un patró per a cançons d'amor de comèdia musical que va durar fins als anys seixanta.
El maig de 1915, Kern havia de navegar amb Charles Frohman de Nova York a Londres a bord de l'RMS Lusitania, però Kern va perdre el vaixell, després d'haver-se dormit després de quedar-se despert fins tard jugant al pòquer. Frohman va morir en l'enfonsament del vaixell.

### Musicals del Princess Theatre

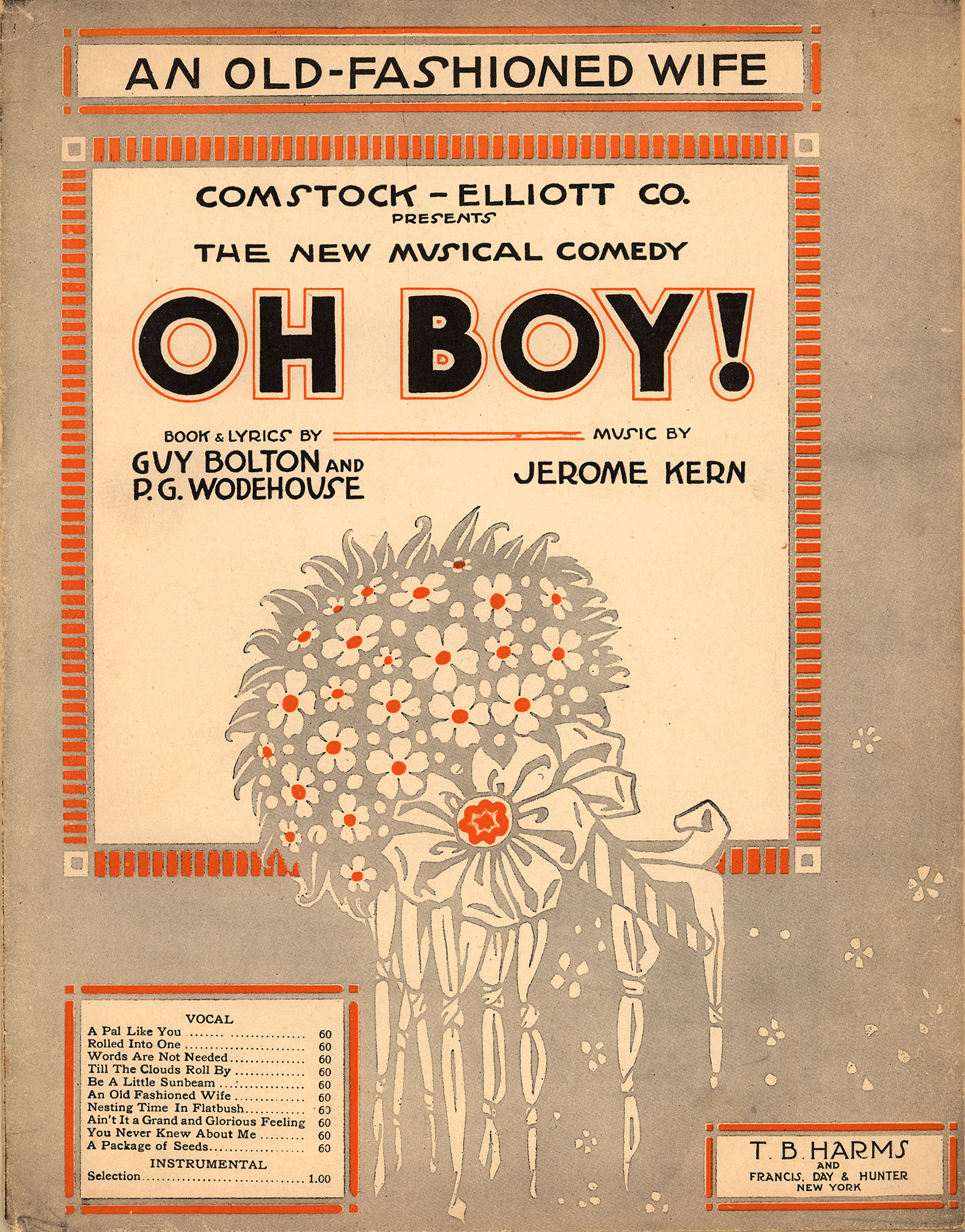
Partitures d'Oh Boy!

Kern va compondre 16 partitures de Broadway entre 1915 i 1920 i també va contribuir amb cançons al èxit londinenc Theodore & Co (1916; la majoria de les cançons són del jove Ivor Novello) i a revistes com Ziegfeld Follies. Les partitures més destacades van ser les d'una sèrie d'espectacles escrits per al Princess Theatre, una petita casa (de 299 places) construïda per Ray Comstock. L'agent teatral Elisabeth Marbury va demanar a Kern i al llibretista Guy Bolton que creessin una sèrie de musicals íntims i de baix pressupost, però intel·ligents.
Els "espectacles de Princess Theatre" eren únics a Broadway no només per la seva petita mida, sinó per les seves trames intel·ligents i coherents, partitures integrades i actuacions naturalistes, que presentaven "un marcat contrast amb les operetes ruritànies a gran escala aleshores de moda" o les revistes i extravagances plenes d'estrelles de productors com Florenz Ziegfeld. Les comèdies musicals anteriors sovint havien estat peces cridaneres i poc tramades, marcades per la inserció de cançons a les seves partitures sense tenir en compte l'argument. Però Kern i Bolton van seguir els exemples de Gilbert i Sullivan i l'opéra bouffe francesa per integrar la cançó i la història. "Aquests espectacles van construir i polir el motlle a partir del qual van evolucionar gairebé totes les grans comèdies musicals posteriors.... Els personatges i les situacions eren, dins les limitacions de la llicència de comèdia musical, creïbles i l'humor provenia de les situacions o la naturalesa dels personatges. Les melodies exquisidament fluïdes de Kern es van utilitzar per afavorir l'acció o desenvolupar la caracterització." Els espectacles presentaven escenaris americans moderns i canvis d'escena senzills per adaptar-se al petit teatre.
El primer espectacle de Princess Theatre de l'equip va ser una adaptació de l'espectacle londinenc de Paul Rubens de 1905, Mr. Popple (d'Ippleton), anomenat Nobody Home (1915). La peça va tenir 135 representacions i va ser un modest èxit econòmic. No obstant això, va fer poc per complir la missió del nou equip d'innovar, excepte que la cançó de Kern, "The Magic Melody", va ser la primera melodia de Broadway amb una progressió bàsica de jazz.

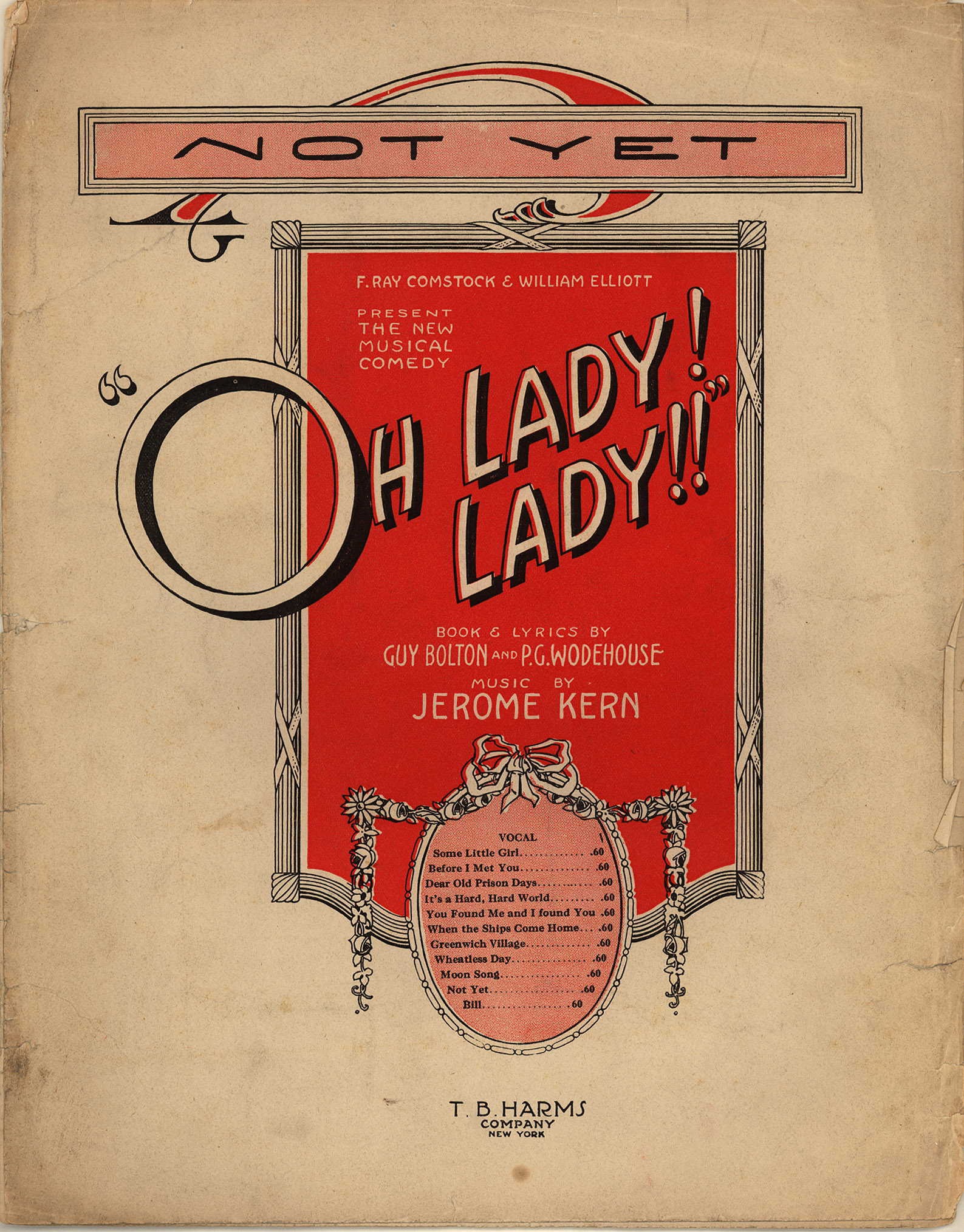
Partitura dOh, Lady! Lady! !

A continuació, Kern i Bolton van crear una peça original, Very Good Eddie, que va ser un èxit sorpresa, amb 341 actuacions, amb produccions de gira addicionals que van continuar durant la temporada 1918-19. L'humorista, lletrista i llibretista britànic PG Wodehouse es va unir a l'equip de Princess el 1917, afegint la seva habilitat com a lletrista als espectacles següents. Oh, Boy! (1917) va fer 463 representacions extraordinàries. Altres espectacles escrits per al teatre van ser Have a Heart (1917), Leave It to Jane (1917) i Oh, Lady! Lady! (1918). El primer es va estrenar en un altre teatre abans que el Very Good Eddie tanqués. El segon va tocar en un altre lloc durant el llarg recorregut d' Oh Boy! Un admirador anònim va escriure un vers en el seu elogi que comença:
| « | Aquest és el trio de fama musical, Bolton i Wodehouse i Kern. Millor que ningú que puguis anomenar Bolton i Wodehouse i Kern. | » |

Oh, Lady! Lady!! va ser l'últim exitós "espectacle de Teatre Princesa". Kern i Wodehouse no estaven d'acord sobre els diners, i el compositor va decidir passar a altres projectes. La importància de Kern per a l'associació es va il·lustrar pel destí de l'últim musical de la sèrie, Oh, My Dear! (1918), a la qual va aportar només una cançó: "Go, Little Boat". La resta de l'espectacle va ser compost per Louis Hirsch i va tenir 189 representacions: "Malgrat una carrera respectable, tothom es va adonar que no tenia sentit continuar la sèrie sense Kern".
Els èxits estan lligats durant la dècada de 1920 i culminen amb un dels musicals més famosos: Show Boat (estrenat el 1927 a Broadway) a partir d'una obra d’Edna Ferber. Va convèncer Florenz Ziegfeld perquè muntés aquesta producció que tractava temes nous a l'escena, com ara el racisme i l'alcoholisme. Seria l'èxit més gran de Ziegfeld amb 572 actuacions a Broadway i adaptacions cinematogràfiques. Diverses de les cançons de Kern per a Show Boat es convertirien en clàssics, com Ol’Man River.

### Anys 1920 i posteriors
La dècada de 1920 va ser un període extremadament productiu en el teatre musical nord-americà, i Kern va crear almenys un espectacle cada any durant tota la dècada. El seu primer espectacle de 1920 va ser The Night Boat, amb llibre i lletra d' Anne Caldwell, que va tenir més de 300 actuacions a Nova York i durant tres temporades de gira. Més tard el mateix any, Kern va escriure la partitura de Sally, amb un llibre de Bolton i lletra d'Otto Harbach. Aquest espectacle, presentat per Florenz Ziegfeld, va tenir 570 representacions, una de les sèries més llargues de qualsevol espectacle de Broadway durant la dècada, i va popularitzar la cançó Look for the Silver Lining (que havia estat escrita per a un espectacle anterior), interpretada per l'estrella en ascens Marilyn Miller. També va tenir un llarg recorregut a Londres el 1921, produït per George Grossmith Jr. Els següents espectacles de Kern van ser Good Morning, Dearie (1921, amb Caldwell) que va tenir 347 representacions; seguit el 1922 per un èxit del West End, The Cabaret Girl en col·laboració amb Grossmith i Wodehouse; un altre modest èxit del mateix equip, The Beauty Prize (1923); i un fracàs de Broadway, The Bunch and Judy, recordat com la primera vegada que Kern i Fred Astaire van treballar junts.
A partir de 1929, Kern va viatjar a Hollywood unes quantes vegades per supervisar algunes pel·lícules, com Sally (basada en un musical per al qual havia compost la música), Men of the sky i Sunny. Després va tornar als musicals de Broadway, mentre componia la música d'una dotzena de pel·lícules, incloses Roberta amb Fred Astaire i Ginger Rogers. Es va traslladar definitivament a Hollywood el 1937. Víctima d'un Infart l'any 1939, es va concentrar aleshores en la música de cinema, que era menys exigent que la música incidental. Tanmateix, aquesta nova direcció professional li portarà més èxits.
El 1940, amb el seu llibretista Oscar Hammerstein II, va compondre la cançó The Last Time I Saw Paris com a homenatge a la França ocupada per l'exèrcit alemany. La cançó utilitzada a la pel·lícula Lady Be Good li va fer guanyar l'Oscar a la millor cançó.
Les seves últimes contribucions musicals a Hollywood inclouen les pel·lícules Ballant neix l'amor, Les models, Can't Help Singing i Centennial Summer. Kern mostra un talent cada cop més assertiu i atrevit.
Va morir a causa d'una hemorràgia cerebral l'11 de novembre de 1945, als 60 anys, mentre es preparava una pel·lícula sobre ell: Till the Clouds Roll By, que va aparèixer l'any següent.
Un dels primers a integrar les tradicions europees amb les necessitats de Hollywood, Jerome Kern va ser ràpidament considerat un innovador a l'igual de George Gershwin i Irving Berlin. Va col·laborar amb moltes personalitats conegudes com George Grossmith Jr., Guy Bolton, Pelham Grenville Wodehouse, Otto Harbach, Oscar Hammerstein II, Dorothy Fields, Johnny Mercer, Ira Gershwin i Yip Harburg.
Els seus importants coneixements musicals adquirits al Musical College de Nova York i a Londres, li permetran modernitzar amb èxit els patrons tradicionals heretats de l'opereta vienesa. Ràpidament impulsat al rang de compositor estrella, les seves tornades seran immortalitzades pels grans noms del cinema de Hollywood. Entre molts artistes, Fred Astaire es convertirà en un dels seus intèrprets privilegiats.

## Honors
Jerome Kern ha estat nominat als Oscar 8 vegades, guanyant-lo dues vegades, el 1936 per la cançó The Way You Look Tonight i el 1941 per The Last Time I Saw Paris. També va ser inclòs al Saló de la Fama dels Compositors. Un segell amb la seva semblança es va emetre el 1985.

## Selecció d'obres
Durant la primera part de la seva carrera (1904-1911), Jerome Kern va escriure cançons per a 22 produccions de Broadway, incloent-hi cançons afegides a musicals o revistes britàniques. Coescriu musicals amb un o dos compositors més. Durant les seves visites a Londres a partir de 1905, també va compondre cançons per a diversos espectacles de Londres. Entre els espectacles més destacats d'aquest període, va col·laborar a:
- Mr. Wix of Wickham (1904), la majoria de cançons
- The Catch of the Season (1905), musical de Seymour Hicks
- The Earl and the Girl (1905), lletra i música d'aquest musical de Hicks i Ivan Caryll
- The Little Cherub (1906), musical de Caryll i Owen Hall
- The Rich Mr. Hoggenheimer (1906), 8 cançons
- The Beauty of Bath (1906), musical londinenc de Hicks, amb el lletrista PG Wodehouse
- The Orchid (1907), musical de Caryll i Lionel Monckton
- The Girls of Gottenberg (1908), cançó "I Can't Say That You're The Only One"
- Fluffy Ruffles (1908), 8 de 10 cançons
- The Dollar Princess (1909)
- Our Miss Gibbs (1910), musical de Caryll i Monckton
- La Belle Paree (1911), 7 cançons d'aquesta revista que va veure el debut d'Al Jolson

## Filmografia
- 1929: Showboat
- 1929: Sally
- 1934: Sweet Adeline
- 1935: Roberta
- 1935: The Flame Within, d'Edmund Goulding
- 1936: Show Boat
- 1936: En ales de la dansa (Swing Time)
- 1937: High, Wide and Handsome
- 1938: El plaer de viure (Joy of living)
- 1940: One night in the Tropico
- 1942: Ballant neix l'amor
- 1944: Les models
- 1946: Centennial Summer
- 1946: Till The Clouds Roll By - Biografia
- 1951: Showboat
- 1969: Roberta (TV)
- 1988: The Show Boat Story (TV)
- 1995: Some Enchanted Evening: Celebrating Oscar Hammerstein II (TV)